# Бігіняєво
Бігіня́єво (рос. Бигиняево, башк. Бигәнәй) — присілок у складі Бураєвського району Башкортостану, Росія. Входить до складу Каїнликовської сільської ради.
Населення — 183 особи (2010; 225 у 2002).
Національний склад:
- башкири — 94 %

## Видатні уродженці
- Майський Сахіп Нурлугаянович — Герой Радянського Союзу.